# 152 (число)
152 (Сто п'ятдеся́т два) — натуральне число між  151 та  153.
- 152 день в році — 1 червня (у високосний рік — 31 травня)

## У математиці
- 152 —  парне складене тризначне число.
- Сума  цифр числі 152 — 8
- Добуток цифр цього числа — 10
- Квадрат числа 152 — 23 104
- 152 —  сума послідовності чотирьох  простих чисел (31 + 37 + 41 + 43).

## В інших галузях
- 152 рік.
- 152 до н. е.
- NGC 152 — розсіяне скупчення в сузір'ї Тукан.
- 152 Атала — астероїд.
- 152-мм гармата Кане.